# Governo della Repubblica Italiana
Il Governo della Repubblica Italiana è un organo di tipo complesso del sistema politico italiano, composto dal presidente del Consiglio dei ministri, capo del governo, e dai ministri, che formano il Consiglio dei ministri, e da viceministri e sottosegretari; esso costituisce il vertice del potere esecutivo. 
Il presidente del Consiglio ha la sua sede ufficiale a Palazzo Chigi in piazza Colonna a Roma; il governo nel suo insieme utilizza come sedi di rappresentanza per alcune occasioni ufficiali Villa Doria Pamphilj, Villa Madama e il palazzo della Farnesina, situati tutti a Roma.
Il governo attuale è il governo Meloni, in carica dal 22 ottobre 2022.

## Storia
Dopo la proclamazione del Regno d'Italia a Roma l'organo collegiale del Governo si riuniva al palazzo delle Finanze, nella sede del Ministero delle Finanze. Poi seguì per quasi un secolo le sorti del Ministero dell'interno, riunendosi nelle sedi volta a volta attribuite a questo: prima a Palazzo Braschi, poi al palazzo del Viminale. Infine, nel 1961, ebbe la prima sede autonoma, a Palazzo Chigi, quando questo fu lasciato dal Ministero degli affari esteri.

## Descrizione
Il Governo è un organo costituzionale in quanto previsto dalla Costituzione Italiana negli articoli 92, 93, 94, 95 e 96 e in quanto concorre, in posizione d'indipendenza rispetto ad altri organi dello Stato, all'attuazione dell'indirizzo politico definito dal parlamento. Il titolo III, sezione II, della Costituzione ne determina la disciplina e le funzioni. In generale, fanno parte del governo anche dei sottosegretari di Stato, ad alcuni dei quali può essere conferito il titolo di viceministri.
È presieduto dal Presidente del Consiglio dei ministri, che è al quarto posto nell'ordine di precedenza delle cariche italiane (dopo il presidente della Repubblica, il presidente del Senato, il presidente della Camera dei deputati e prima del presidente della Corte costituzionale), pur essendo, di fatto, quella di maggior visibilità nella vita politica ordinaria.

## Caratteristiche

### Funzioni
Il Governo è l'organo situato al vertice dell'amministrazione dello Stato. Esercita la funzione esecutiva, può richiedere il passaggio in aula e in commissione di proposte di legge (art. 72 cost.), emana decreti legislativi (art. 76) e decreti legge (art. 77) nelle forme e con i limiti determinati dalla Costituzione e dalle leggi ordinarie, presenta annualmente alle Camere, che lo devono approvare, il rendiconto dello Stato (art. 81 cost.), solleva la questione di legittimità rispetto alle leggi regionali (art. 123 cost. e art. 127 cost.) nel caso ritenga che un consiglio regionale abbia ecceduto nelle sue competenze.

### Nomina
Il presidente del Consiglio dei ministri è nominato dal presidente della Repubblica. La nomina, per prassi costituzionale, avviene dopo una serie di consultazioni che vede coinvolti i presidenti dei due rami del parlamento, gli ex presidenti della repubblica e i rappresentanti dei gruppi parlamentari. Anche i ministri, indicati dal presidente del Consiglio, sono nominati dal presidente della Repubblica.
Ottenuta la nomina, il Governo giura nelle mani del presidente della Repubblica ed entro dieci giorni dalla sua formazione si reca in entrambe le camere del Parlamento, le quali, tramite una mozione motivata e votata per appello nominale (detta "mozione di fiducia"), gli accordano o meno la fiducia. Il governo dura finché ha la fiducia del Parlamento o fino al termine della legislatura.
Un Governo entra in carica solo provvisoriamente con il giuramento: l'investitura del governo diventa definitiva soltanto con il voto di fiducia di entrambe le camere. Nel caso di mancata approvazione delle Camere ad un nuovo governo, e se il presidente della Repubblica, vista la situazione, scioglie il Parlamento, il governo che non ha avuto l'investitura, ma ha giurato, rimane in carica per l'ordinaria amministrazione, e può anche durare più di un mese, se la crisi si prolunga anche dopo l'esito delle nuove elezioni.
La Costituzione non prevede il potere di revoca del governo da parte del presidente della Repubblica. Non si tratta di una lacuna: il potere di far cessare il governo è dalla Costituzione attribuito a ciascuna Camera del Parlamento che può, negandogli la fiducia, determinarne la caduta al pari delle dimissioni. Il Presidente della Repubblica è invece estraneo al rapporto fiduciario con il governo e non lo può revocare.

### Crisi di governo e dimissioni
Nel caso in cui il governo rassegni le proprie dimissioni al presidente della Repubblica (dimissioni che possono essere respinte e che quando vengono accolte sono accettate con riserva), lo stesso governo dimissionario rimane comunque in carica.
L'attività del governo dimissionario è circoscritta all'ordinaria amministrazione: il governo dimissionario può compiere gli atti di esecuzione delle leggi vigenti, ma deve astenersi da tutti quegli atti discrezionali e politici che, in quanto tali, possono e devono essere rinviati alla gestione del successivo governo.
La nozione di ordinaria amministrazione ha comunque confini molto elastici e a volte il governo stesso si pone degli autolimiti, talora contenuti in direttive del presidente del Consiglio.
Il governo dimissionario rimane in carica fin tanto che il successivo nuovo governo non presti giuramento (la procedura prevede che l'incaricato di formare il nuovo governo possa rinunciare all'incarico oppure sciogliere la riserva accettando l'incarico); in questo caso viene nominato il presidente del Consiglio con la firma e la controfirma dei decreti di nomina del capo del governo e dei ministri; la procedura prevede tre decreti: quello di accettazione delle dimissioni del governo uscente (controfirmato dal presidente del Consiglio nominato); quello di nomina del presidente del Consiglio (controfirmato dal presidente del Consiglio nominato, per attestare l'accettazione); quello di nomina dei singoli ministri (controfirmato dal presidente del Consiglio). Entro dieci giorni dal decreto di nomina il nuovo governo si presenta alle Camere per ottenerne la fiducia.
La formalizzazione dell'apertura della crisi di Governo determina l'arresto, alla Camera e al Senato, di ogni attività parlamentare legata al rapporto con l'esecutivo: possono essere esaminati i soli progetti di legge connessi ad adempimenti costituzionalmente dovuti, ovvero urgenti e indifferibili. Si tratta, in particolare, dei disegni di legge di conversione di decreti-legge; dei disegni di legge di sanatoria degli effetti di decreti-legge non convertiti; dei disegni di legge di autorizzazione alla ratifica di trattati internazionali e il disegno di legge comunitario, quando dalla loro mancata tempestiva approvazione possa derivare responsabilità dello Stato italiano per inadempimento di obblighi internazionali o comunitari.

## Composizione

### Presidente del Consiglio dei ministri
Il presidente del Consiglio dei ministri (a volte incorrettamente denominato primo ministro o premier) occupa un ruolo centrale e predominante nel governo italiano. Egli è il principale detentore del potere esecutivo, in quanto "dirige la politica generale del governo", "mantiene l'unità dell'indirizzo politico, amministrativo, promuovendo e coordinando l'attività dei ministri" (art. 95, comma 1 Cost.), e ha inoltre il compito di assemblare il nuovo governo dopo la fine del precedente, in quanto può proporre la nomina dei ministri al presidente della Repubblica (art. 92, comma 2 Cost.). Le sue dimissioni provocano la caduta dell'intero governo.
Il presidente del Consiglio dei ministri è responsabile della politica generale del Governo, i Ministri lo sono collegialmente per gli atti del Consiglio e individualmente per gli atti dei propri Ministeri.
Convoca le riunioni del Consiglio dei ministri, ne stabilisce l'ordine del giorno e le presiede. Egli non può dare ordini diretti ai singoli ministri nei settori di loro competenza e ciò costituisce un elemento di fragilità, ma può impartire loro delle direttive in attuazione delle decisioni del consiglio, può sospendere l'adozione di atti da parte dei ministri e può chiedere loro di concordare con lui le dichiarazioni pubbliche che essi intendono rilasciare. Queste ultime disposizioni sono state introdotte dalla legge n. 400/1988, come modificata dal D. Lgs. n. 303/1999, con l'intento di rafforzare la posizione del presidente e di conferirgli una maggiore autorità nei confronti dei singoli ministri e quindi nei confronti dei diversi partiti politici che fanno parte della coalizione.
Data la speciale posizione del Presidente del Consiglio, nel linguaggio politico i governi vengono di solito designati con il cognome del loro Presidente (governo De Gasperi, Governo Spadolini ecc.).
Per svolgere i suoi compiti di indirizzo e coordinamento il presidente del Consiglio dispone di una serie di uffici, riorganizzati dalla legge n. 400/1988, oltre che dal D. Lgs. n. 300/1999, denominati Presidenza del Consiglio dei ministri, con uffici propri retti da un segretario generale, e dipartimenti e uffici, retti da ministri senza portafoglio o da sottosegretari. Il segretario generale è scelto discrezionalmente dal presidente del Consiglio, e provvede a organizzare tutta l'attività amministrativa di governo, raccogliere e a elaborare le informazioni necessarie per mettere in pratica il programma di governo e per aggiornarlo.
All'interno del Governo, uno o più ministri possono ricoprire l'incarico di vicepresidente del Consiglio su designazione del Consiglio dei ministri, con il compito di sostituire il Presidente in caso di assenza o di impedimento temporaneo di questi (legge n. 400/1988).

### Ministri
Ciascun ministro è a capo di un particolare ramo della pubblica amministrazione italiana che viene chiamato ministero o dicastero. Il numero e le competenze dei ministri sono stati stabiliti per legge, ai sensi dell'art. 95, comma 3, Cost., dal D. Lgs. n. 300/1999, (legge Bassanini), riportata in vita dalla legge 24 dicembre 2007, n. 244 (legge finanziaria per il 2008). I ministeri furono fissati in 12.
Con la legge 13 novembre 2009, n. 172 il Ministero del lavoro, della salute e delle politiche sociali viene suddiviso in due: il Ministero del lavoro e delle politiche sociali e il Ministero della salute, portando il numero dei dicasteri a 13.
Con il decreto-legge del 9 gennaio 2020, il Ministero dell'istruzione, dell'università e della ricerca viene diviso in Ministero dell'istruzione e Ministero dell'università e della ricerca, portando il numero dei dicasteri a 14.
Con il decreto-legge  del 1º marzo 2021 viene istituito il Ministero del turismo, mediante scorporo dal Ministero dei beni e delle attività culturali e del turismo, che contestualmente viene ridenominato Ministero della cultura, portando il numero dei dicasteri a 15. Con il medesimo decreto-legge il Ministero dell'ambiente e della tutela del territorio e del mare ha assorbito le competenze in materia di politica energetica del Ministero dello sviluppo economico e ha assunto la denominazione di Ministero della transizione ecologica e il Ministero delle infrastrutture e dei trasporti ha assunto la denominazione di Ministero delle infrastrutture e della mobilità sostenibili.
Con il decreto-legge del 4 novembre 2022, il Ministero delle infrastrutture e della mobilità sostenibili ha ripreso la sua precedente denominazione di Ministero delle infrastrutture e dei trasporti. Inoltre il Ministero dello sviluppo economico ha assunto la denominazione di Ministero delle imprese e del made in Italy, il Ministero delle politiche agricole alimentari e forestali quella di Ministero dell'agricoltura, della sovranità alimentare e delle foreste, il Ministero della transizione ecologica quella di Ministero dell'ambiente e della sicurezza energetica e infine il Ministero dell'istruzione è stato rinominato Ministero dell'istruzione e del merito.
1. Ministero degli affari esteri e della cooperazione internazionale
2. Ministero dell'interno
3. Ministero della giustizia
4. Ministero della difesa
5. Ministero dell'economia e delle finanze
6. Ministero delle imprese e del made in Italy
7. Ministero dell'agricoltura, della sovranità alimentare e delle foreste
8. Ministero dell'ambiente e della sicurezza energetica
9. Ministero delle infrastrutture e dei trasporti
10. Ministero del lavoro e delle politiche sociali
11. Ministero dell'istruzione e del merito
12. Ministero dell'università e della ricerca
13. Ministero della cultura
14. Ministero della salute
15. Ministero del turismo

Accanto ai ministri responsabili di un dicastero, possono esservene altri, chiamati ministri senza portafoglio, che non hanno alle loro dipendenze un dicastero, ma svolgono incarichi particolari e spesso sono chiamati a dirigere speciali dipartimenti organizzati in seno alla Presidenza del Consiglio dei ministri. Essi fanno comunque parte a pieno titolo del consiglio dei ministri.

### Consiglio dei ministri
Il Consiglio dei ministri è una parte del governo, nonché la sezione predominante e principale di suddetto governo. Esso è formato dai ministri e dal presidente del Consiglio. Le attività svolte dal consiglio sono le seguenti:
- gestisce la politica generale del Governo (politica interna e politica economica);
- risolve i conflitti di competenza tra i ministri;
- delibera i disegni di legge da presentare alle Camere, i decreti-legge, i decreti legislativi e i regolamenti governativi;
- prende le decisioni fondamentali di politica estera.

### Sottosegretari
I sottosegretari fanno parte del governo, ma in modo subordinato. Essi vengono designati dal consiglio dei ministri e decadono con le dimissioni del governo. A differenza dei ministri, essi non partecipano alle riunioni del consiglio; il loro compito è quello di coadiuvare il ministro a cui fanno capo nelle funzioni che egli delega loro e di rappresentarlo nelle sedute del parlamento. Alcuni sottosegretari, cui viene assegnata la responsabilità di un dipartimento all'interno di un ministero, assumono la carica di vice-ministri. Di norma, non prendono parte al Consiglio dei ministri della Repubblica Italiana, e i loro atti si intendono compiuti sotto la responsabilità del relativo ministro.